# 岡本健太
岡本健太（おかもと けんた、1989年3月1日 - ）は、日本の写真家。

## 経歴
京都府亀岡市生まれ。神戸大学工学部建築学科卒業、武蔵野美術大学大学院造形研究科修了。
2010年代の武蔵野美術大学大学院在学中に日本全国のニュータウンの住宅地を撮影し、個展『virtual colony』として2013年に発表。2014年には同じくニュータウンの住宅地やショッピングモール、ドラッグストアを撮影した『urban dream』で第25回写真新世紀佳作を受賞。2018年にオランダのGUP magazineで『Terraform』を発表して以降、多重露光や長時間露光、ファウンドフォトなどの多彩な技法を用いるようになった。

### 受賞歴
- 2013年 Juna21入選[5]
- 2016年 第25回写真新世紀佳作[6]
- 2020年  lensculture Exposure Awards 2020 Finalists[7]
- 2020年  COCA2020 Finalists[8]